# Wallonie-Bruxelles/Saison 2015
Dieser Artikel listet Erfolge und Fahrer des Radsportteams Wallonie-Bruxelles in der Saison 2015 auf.

## Erfolge in der UCI Europe Tour
| Datum              | Rennen                         | Kat. | Fahrer             |
| ------------------ | ------------------------------ | ---- | ------------------ |
| 12. April          | 4. Etappe Circuit des Ardennes | 2.2  | Antoine Demoitié   |
| 25. April – 1. Mai | Gesamtwertung Tour de Bretagne | 2.2  | Sébastien Delfosse |

## Abgänge – Zugänge
| Zugänge          | Team 2014           | Abgänge            | Team 2015           |
| ---------------- | ------------------- | ------------------ | ------------------- |
| Kevyn Ista       | IAM Cycling         | Boris Dron         | Wanty-Groupe Gobert |
| Grégory Habeaux  | Wanty-Groupe Gobert | Robin Stenuit      | Veranclassic-Ekoï   |
| Gaëtan Pons      | Color Code-Biowanze | Christophe Prémont | Vérandas Willems    |
| Antoine Warnier  | Color Code-Biowanze | Frédéric Amorison  | Karriereende        |
| Thomas Wertz     | Color Code-Biowanze | Quentin Bertholet  | Karriereende        |
| Ludwig De Winter | Color Code-Biowanze | Florent Mottet     | Karriereende        |

## Mannschaft
| Teamkader 2015     | Teamkader 2015     | Teamkader 2015 | Teamkader 2015                               |
| Name               | Geburtsdatum       | Land           | Vorheriges Team                              |
| ------------------ | ------------------ | -------------- | -------------------------------------------- |
| Maxime Anciaux     | 28. Dezember 1990  | Belgien        |                                              |
| Olivier Chevalier  | 27. Februar 1990   | Belgien        | Lotto-Bodysol (2010)                         |
| Ludwig De Winter   | 31. Dezember 1992  | Belgien        | Color Code-Biowanze (2014)                   |
| Sébastien Delfosse | 29. November 1982  | Belgien        | Crelan-Euphony (2013)                        |
| Antoine Demoitié   | 16. Oktober 1990   | Belgien        | Idemasport-Biowanze (2012)                   |
| Tom Dernies        | 22. November 1990  | Belgien        | Lotto-Bodysol Pôle Continental Wallon (2011) |
| Jonathan Dufrasne  | 2. August 1987     | Belgien        | Qin (2010)                                   |
| Laurent Évrard     | 22. September 1990 | Belgien        |                                              |
| Grégory Habeaux    | 20. Oktober 1982   | Belgien        | Wanty-Groupe Gobert (2014)                   |
| Kevyn Ista         | 22. November 1984  | Belgien        | IAM Cycling (2014)                           |
| Loïc Pestiaux      | 13. November 1991  | Belgien        |                                              |
| Gaëtan Pons        | 1. Januar 1992     | Belgien        | Color Code-Biowanze (2014)                   |
| Julien Stassen     | 20. Oktober 1988   | Belgien        | Idemasport-Biowanze (2012)                   |
| Antoine Warnier    | 24. Juni 1993      | Belgien        | Color Code-Biowanze (2014)                   |
| Thomas Wertz       | 6. November 1992   | Belgien        | Color Code-Biowanze (2014)                   |
|                    |                    |                |                                              |
| Quelle: UCI        |                    |                |                                              |